# Casalincontrada
Casalincontrada es un municipio de 2.942 habitantes de la provincia de Chieti.

## Evolución demográfica
| Gráfica de evolución demográfica de Casalincontrada entre 1861 y 2001 |
|                                                                       |
| Fuente ISTAT - elaboración gráfica de Wikipedia                       |

## Ciudadanos ilustres
- Cesare De Lollis, (Casalincontrada, 1863, - ivi, 1928), crítico literario

- Datos: Q51197
- Multimedia: Casalincontrada / Q51197

1. ↑  Worldpostalcodes.org, código postal n.º 66012.
2. ↑  «Codici Catastali». Comuni-italiani.it (en italiano). Consultado el 29 de abril de 2017.